# Capafonts
Capafons (Capafonts) là một đô thị trong comarca Baix Camp, tỉnh Tarragona, cộng đồng tự trị Catalonia, Tây Ban Nha. Dân số năm 2005 là 114 người.